# Homonotus
Homonotus (лат.) — род дорожных ос (Pompilidae).

## Распространение
Для СССР ранее указывалось 8 видов В Европе 1 вид..

## Описание
Охотятся и откладывают яйца на пауков, которых парализуют с помощью жала. Личинки эктопаразитоиды пауков. Основание усиков расположено ближе к наличнику, чем к глазку. Коготки равномерно изогнутые. Вершина средней и задней голеней помимо шпор несёт шипы разной длины. Верх задних бедер с 1-5 предвершинными короткими прижатыми шипиками.

## Классификация
- Homonotus iwatai Yasum.
- Homonotus sanguinolentus (Fabricius, 1793)
  - Homonotus sanguinolentus balcanicus  Haupt, 1927
  - Homonotus sanguinolentus sanquinolentus (Fabricius, 1793)